# Danse des Ouléd-Naïd
Danse des Ouléd-Naïd és una pel·lícula muda de curtmetratge francesa del 1902 dirigida per Segundo de Chomón, qui també la va acolorir. Dura aproximadament dos minuts.

## Sinopsi
La pel·lícula captura diversos ballarins de diferents països. Primer hop pot veure un dansaire àrab, després una ballarina del ventre algeriana i finalment un escocès de les Terres Altes amb kilt ballant una jiga escocesa.